# Durro i Saraís
Durro i Saraís és l'entitat municipal descentralitzada del terme municipal de la Vall de Boí, a l'Alta Ribagorça. Recull l'herència de l'antic terme municipal independent de Durro, que fou agregat el 1965 a Barruera, i el 1996 canvià el nom del municipi per l'actual de la Vall de Boí.
Integraven aquell terme municipal els dos mateixos pobles que ara constitueixen l'entitat municipal descentralitzada: Durro i Saraís. El 2019 tenia 90 habitants. L'àmbit geogràfic, la història i altres detalls, estan expressats a l'article dedicat a l'antic municipi de Durro.
| Entitat de població | Habitants (2019) |
| ------------------- | ---------------- |
| Durro               | 82               |
| Saraís              | 8                |
| Font: Idescat       |                  |